# Волфрам фон Ешенбах (награда)
Културната награда „Волфрам фон Ешенбах“ (на немски: Wolfram-von-Eschenbach-Preis) е учредена от окръга Средна Франкония, Бавария.
Присъжда се всяка година като „признание за значително културно дело“ на лица, свързани по рождение, с живота си или с творчеството си с региона Франкония.
Името на наградата дава средновековният поет Волфрам фон Ешенбах.
От 2009 г. наградата включва парична сума в размер на 15 000 €, а преди това – 10 000 €.
Наред с главната награда се присъждат три поощрителни награди за млади творци, всяка от която в размер на 5000 €.

## Носители на наградата (подбор)
- Ханс Макс фон Ауфзес (1980)
- Годехард Шрам (1987) (поощрение)
- Инге Майдингер-Гайзе (1988)
- Годехард Шрам (2003)
- Карлхайнц Дешнер (2004)
- Наташа Водин (2005)
- Паул Маар (2009)
- Лудвиг Фелз (2011)
- Герхард Фалкнер (2014)